# Hengstener Bach
| Zuläufe und Bauwerke \| Hengstener Bach \| Hengstener Bach \| Hengstener Bach \| \| ---------------------------- \| --------------- \| ----------------- \| \| Legende \| \| \| \| Wuppertal \| \| Wuppertal \| \| \| \| \| \| \| \| \| \| \| \| \| \| \| \| \| \| \| \| Zulauf \| \| \| \| Zulauf \| \| Zulauf \| \| \| \| \| \| Sönderchen Siefen \| \| \| \| \| \| \| \| \| \| Wupper (Beyenburger Stausee) \| \| \| |  |                   |
| Hengstener Bach |  |                   |
| Legende |  |                   |
| Wuppertal |  | Wuppertal         |
| |  |                   |
| |  |                   |
| |  |                   |
| |  |                   |
| |  | Zulauf            |
| |  | Zulauf            |
| Zulauf |  |                   |
| |  | Sönderchen Siefen |
| |  |                   |
| |  |                   |
| Wupper (Beyenburger Stausee) |  |                   |

Der Hengstener Bach ist ein 2,893 Kilometer langer Bach und ein Zufluss der Wupper, der seine Quelle in Wuppertal-Spieckern hat. Er fließt im Wuppertaler Stadtbezirk Langerfeld-Beyenburg.

## Etymologie
Der etymologische Ursprung nach der alten Ortsbezeichnung Hengsten kommt von „Henstwerdt“ (1547), daraus ist ein Zusammenhang mit einem Hengst zu sehen.

## Topografie
Der Bach entspringt auf rund 314 Meter Höhe Normalnull in dem Weiler Spieckern. Nach rund 40 Metern wird der Bach auf einer Strecke von rund 120 Metern verrohrt aus der Ortschaft in nördlicher Richtung geführt. Ab hier verläuft der Bachlauf entlang von Feldern.
Entlang dem Fuß eines bewaldeten Hügels auf der rechten Seite führt der Bach an dem Ortsteil Niedersondern vorbei. Rund 2050 Meter nach der Quelle wird der Hengstener Bach nach Osten gelenkt und verläuft zwischen Gangolfsberg und Siegelberg. Das tief eingeschnittene Bachtal ist bewaldet.
In der Nähe einer Zufahrt zur Hofschaft Hengsten mündet der Bach in rund 213 Metern Höhe Normalnull als linker Zufluss in den Beyenburger Stausee, ein Aufstau der Wupper. Im Unterlauf bei Hengsten quert die Elberfelder Linie der Bergischen Landwehr den Bach.

## Naturschutz
Das Tal des Hengstener Bachs steht auf einer Fläche von rund 60 Hektar unter Naturschutz.